# Галустян, Петрос Макичевич
Петрос Макичевич Галустян (арм. Պետրոս Մակիչի Գալուստյան, азерб. Petros Makiçeviç Qalustyan; 1906 — ?) — советский азербайджанский виноградарь, Герой Социалистического Труда (1950).

## Биография
Родился в 1906 году на территории современного Азербайджана.
Работал звеньевым и бригадиром виноградарского совхоза имени Низами Таузского района. В 1949 году получил урожай винограда 194,5 центнера с гектара на площади 5,5 гектаров. Применял передовые агротехнические методы, стал инициатором применения фекалий в качестве удобрения, а также активно продвигал применение авиации в борьбе с болезнями и вредителями винограда.
Указом Президиума Верховного Совета СССР от 4 сентября 1950 года за получение высоких урожаев винограда на поливных виноградниках в 1949 году Петросу Галустяну Макичевичу было присвоено звание Героя Социалистического Труда с вручением ордена Ленина и золотой медали «Серп и Молот».